# 珀特爾拉傑萊
45°19′8″N 26°21′35″E / 45.31889°N 26.35972°E

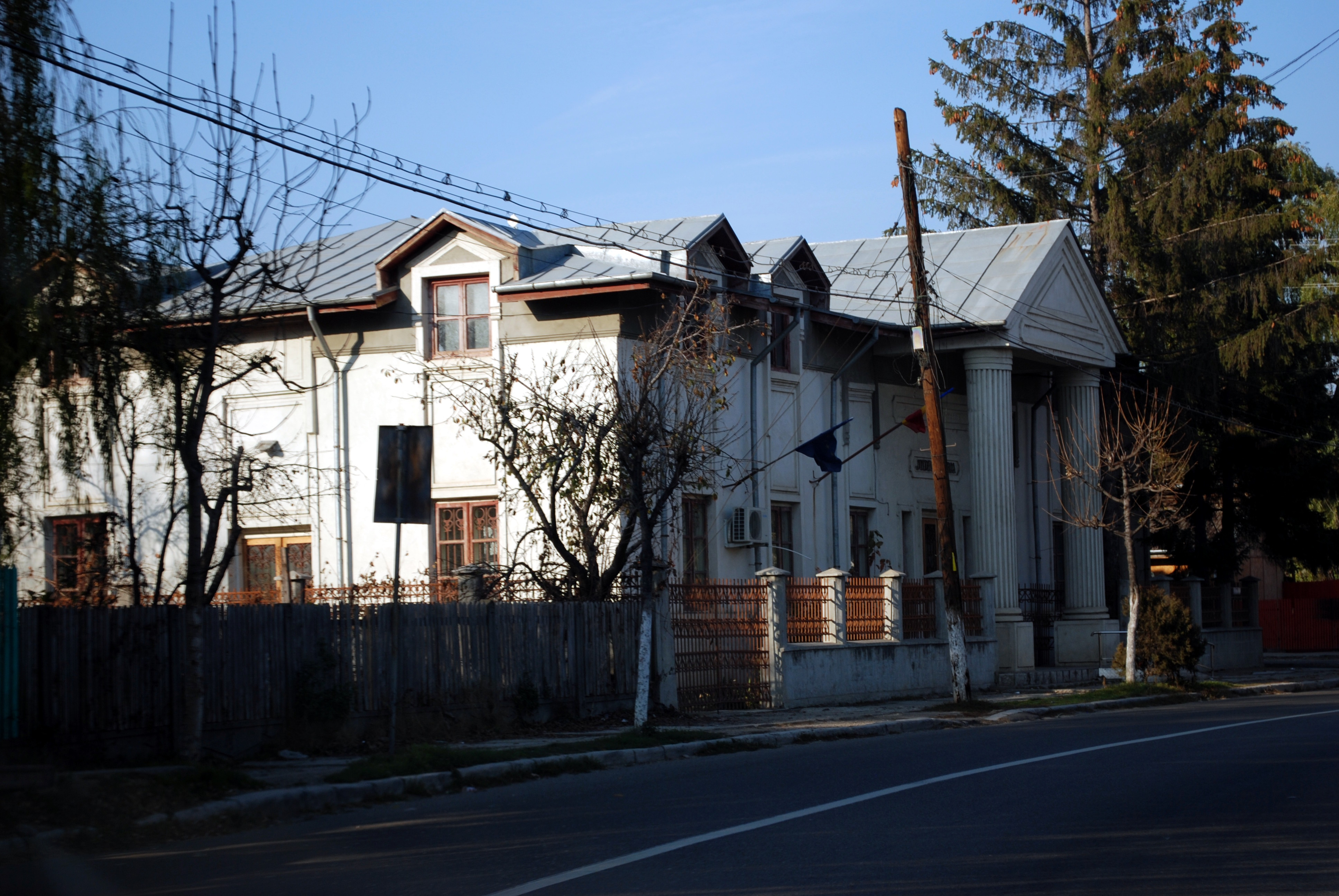

珀特爾拉傑萊（羅馬尼亞語：Pătârlagele），是羅馬尼亞的城鎮，位於該國東南部，由布澤烏縣負責管轄，面積80.5平方公里，2002年人口8,290，人口密度每平方公里102人，超過九成居民信奉東正教。